# Rocannonův svět
Rocannonův svět (anglicky Rocannon's World) je první román americké spisovatelky Ursuly Kroeber Le Guin vydaný americkým nakladatelstvím Ace Books v roce 1966 (vyšel společně s románem The Kar-Chee Reign od Avrama Davidsona ve formátu tête-bêche). Dílo náleží do cyklu Hain. Jde o první a jednu z více knih z autorčina vědeckofantastického cyklu Hain (jiným názvem Ekumen). Konkrétně tento příběh obsahuje i prvky hrdinské fantasy, spadá tedy spíše do žánru science fantasy.
Původně byl román vydán bez předmluvy, autorka ji napsala až pro vydání Harper & Row z roku 1977. Zároveň byl Rocannonův svět vydán s dalšími romány Planeta exilu a City of Illusions v omnibusu Three Hainish Novels a tytéž tři díla vyšla opět v roce 1996 v omnibusu Worlds of Exile and Illusion.
Příběh se odehrává na druhé planetě hvězdy Fomalhaut pojmenované Rokanan (Fomalhaut II). Hrdina Rocannon se během své cesty na planetě setkává s lordy žijícími na hradech a s jinými rasami (víly, gnómové).
Autorka v knize poprvé použila neologismus „ansibl“ (anglicky „ansible“) pro komunikační zařízení umožňující přenos nadsvětelnou rychlostí, jenž užila i v dalších svých literárních dílech (např. v románu Levá ruka tmy). Pojem se ve sci-fi literatuře uchytil a rozšířil.

## Kapitoly
- Prolog: Náhrdelník
- Část první: Hvězdný pán
- Část druhá: Poutník
- Epilog

## Překlady knihy
- Angličtina: Rocannon's World (originál)
- Čeština: Rocannonův svět, Laser, 1992, ISBN 80-85601-20-6
- Finština: Rocannonin maailma, Avain 2010
- Francouzština: Le Monde de Rocannon
- Italština: Il mondo di Rocannon, 1984, ISBN 88-429-0646-8
- Polština: Świat Rocannona, Amber 1990
- Rumunština: Lumea lui Rocannon, 1990, ISBN 978-973-569-878-2
- Ruština: Планета Роканнона
- Španělština: El mundo de Rocannon.